# The Adventures of Hersham Boys
 The Adventures of Hersham Boys è il terzo album del gruppo punk inglese Sham 69, prodotto nel 1979 per l'Etichetta discografica Polydor.

## Tracce
1. Money – 3:13 (Parsons, Pursey)
2. Fly Dark Angel – 3:03 (Parsons, Pursey)
3. Joey's on the Street Again – 3:04 (Parsons, Pursey)
4. Cold Blue in the Night – 2:47 (Treganna)
5. You're a Better Man Than I – 3:10 (Hug)
6. Hersham Boys – 4:46 (Parsons, Pursey)
7. Lost on Highway 46 – 3:35 (Parsons, Pursey)
8. Voices – 2:52 (Goldstein, Pursey)
9. Questions and Answers – 3:14 (Parsons, Pursey)
10. What Have We Got (Live) – 2:54 (Parsons, Pursey)

Tracce aggiunte nella versione rimasterizzata
1. Questions and Answers – 3:18 (Parsons, Pursey)
2. I Gotta Survive – 1:31 (Parsons, Pursey)
3. With a Little Help from My Friends – 2:36 (Lennon, McCartney)
4. Hersham Boys – 3:25 (Parsons, Pursey)
5. I Don't Wanna – 2:06 (Parsons, Pursey)
6. Rip Off – 2:43 (Parsons, Pursey)
7. I'm a Man, I'm a Boy – 2:10 (Parsons, Pursey)
8. Tell Us the Truth – 2:06 (Parsons, Pursey)
9. Borstal Breakout – 8:25 (Parsons, Pursey)
10. If the Kids Are United – 16:20 (Parsons, Pursey)

## Formazione
- Jimmy Pursey - voce
- Dave Parsons - chitarra
- Dave Tregunna - basso
- Rick Goldstein - batteria